# 拉季克·伊萨耶夫
拉季克·伊萨耶夫（1989年9月26日—）生于达吉斯坦阿赫特区，是一名代表阿塞拜疆参赛的男子跆拳道运动员。他拥有列茲金血统。伊萨耶夫在一次国际比赛后被邀请加入阿塞拜疆国家队。他在2014年的欧洲跆拳道锦标赛中夺得87公斤以上级冠军，这是他代表阿塞拜疆所获得的第一枚国际主要赛事金牌。